# Кан Чхоль
Кан Чхоль (кор. 강철, нар. 2 листопада 1971, Сеул) — південнокорейський футболіст, що грав на позиції захисника, зокрема за клуби «Юкон Коккірі» та «Чоннам Дрегонс», а також національну збірну Південної Кореї.

## Клубна кар'єра
Народився 2 листопада 1971 року в Сеулі. Займався футболом під час навчання в Університеті Йонсей.
1993 року отримав пропозицію продовжити грати у футбол на професійному рівні і приєднався «Юкон Коккірі». Згодом у 1996–1997 роках під час проходження строкової служби грав за «Нейшенл Поліс Едженсі».
1998 року уклав контракт з клубом «Пучхон», у складі якого провів наступні три роки своєї кар'єри гравця, після чого вирушив до Австрії де приєднався до лав клубу ЛАСК (Лінц).
В Європі не заграв і того ж 2001 року повернувся на батьківщину, де став гравцем «Чоннам Дрегонс». Завершив професійну кар'єру футболіста виступами за цю команду в 2003 році.

## Виступи за збірну
1992 року дебютував в офіційних матчах у складі національної збірної Південної Кореї.
У складі збірної був учасником кубка Азії з футболу 1996 року, розіграшу Золотого кубка КОНКАКАФ 2000 року, кубка Азії з футболу 2000 року, на якому команда здобула бронзові нагороди, а також розіграшу Кубка конфедерацій 2001 року.
Також брав участь у двох футбольних турнірах на Олімпійських іграх — 1992 і 2000 років.
Загалом протягом десятирічної кар'єри в національній команді провів у її формі 54 матчі, забивши 1 гол.

## Титули і досягнення
- Переможець Юнацького (U-19) кубка Азії: 1990
- Бронзовий призер Кубка Азії: 2000